# Kukliki
Kukliki (deutsch Krausenstein) war ein Ort in der polnischen Woiwodschaft Ermland-Masuren. Seine Ortsstelle gehört zum Gebiet der Gmina Kolno (Landgemeinde Groß Köllen) im Powiat Olsztyński (Kreis Allenstein).

## Geographische Lage
Die Ortsstelle von Kukliki liegt in der nördlichen Mitte der Woiwodschaft Ermland-Masuren, 16 Kilometer südwestlich der früheren Kreisstadt Rößel (polnisch Reszel) bzw. 37 Kilometer nordöstlich der heutigen Kreismetropole Olsztyn (deutsch Allenstein).

## Geschichte
Der kleine seinerzeit Glabunenhof genannte Ort wurde als großer Hof im Jahre 1385 gegründet. 250 Meter südlich stand später eine Waldwärterstation. Kukliki gehörte zunächst als Wohnplatz zum Gutsbezirk Molditten (polnisch Mołdyty) im ostpreußischen Kreis Rößel. Im Jahre 1885 zählte Krausenstein 34 Einwohner.
Am 16. März 1887 wurde aus dem Wohnplatz Krausenstein die Landgemeinde Krausenstein gebildet. Sie war bis 1945 Teil des Amtsbezirks Lautern (polnisch Lutry) im Kreis Rößel.
31 Einwohner waren im Jahre 1910 in Krausenstein gemeldet. Ihr Zahl belief sich im Jahre 1933 auf ebenfalls 31 und im Jahre 1939 auf 29.
Als 1945 in Kriegsfolge das gesamte südliche Ostpreußen an Polen fiel, erhielt Krausenstein die polnische Namensform „Kukliki“. Doch schon wenige Jahre nach Kriegsende verliert sich seine Spur, der Ort wurde nicht mehr erwähnt und gilt heute als untergegangen. Seine Ortsstelle liegt im Bereich der Gmina Kolno (Landgemeinde Groß Köllen) im Powiat Olsztyński (Kreis Allenstein).

## Kirche
Bis 1945 war Krausenstein in die evangelische Kirche Bischofstein (polnisch Bisztynek) in der Kirchenprovinz Ostpreußen der Kirche der Altpreußischen Union, außerdem zur römisch-katholischen Kirche in Lautern (polnisch Lutry) im damaligen Bistum Ermland.

## Verkehr
Die heute so gut wie nicht mehr erkennbare Ortsstelle Kuklikis liegt westlich einer Nebenstraße, die Tejstymy (Teistimmen) an der polnischen Landesstraße 57 (frühere deutsche Reichsstraße 128) mit Wójtowo (Voigtsdorf) an der Woiwodschaftsstraße 593 verbindet.